# Isabel Santos
Maria Isabel Coelho Santos (12 de fevereiro de 1968) é deputada ao Parlamento Europeu desde 2019, tendo sido eleita pelo Partido Socialista.

## Biografia
Isabel Santos é natural de Gondomar, no distrito do Porto, Portugal. É licenciada em Relações e Cooperação Internacional, com uma pós-graduação em Sociologia.
No Parlamento Europeu, é Presidente da Delegação para as Relações com os Países do Maxerreque; Membro da Comissão de Relações Externas; Membro do Subcomité de Direitos Humanos; Membro da Delegação à Assembleia Parlamentar Euro-Latino-Americana; Membro da Conferência dos Presidentes das Delegações; Membro do Grupo de Apoio à Democracia e de Coordenação Eleitoral do Parlamento Europeu; Membro do Grupo de Trabalho para os Instrumentos Financeiros da Política Externa; Observadora do Parlamento Europeu para o Instituto Europeu da Paz; e Relatora do Parlamento Europeu para o Processo de Integração da Albânia na União Europeia. 
Desempenhou as funções de Vice-Presidente da Assembleia Parlamentar da OSCE - Organização para a Segurança e Cooperação, entre 2016 e 2019. Entre outros cargos na organização, foi Presidente do Comité da AP OSCE sobre Democracia, Direitos Humanos e Questões Humanitárias de 2012 a 2016.
Tem liderado e participado em várias Missões de Observação Eleitoral. Foi Chefe da Missão da União Europeia nas Eleições Regionais da Venezuela (2021) e chefiou a missão do Parlamento Europeu nas Eleições Presidenciais do Sri Lanka (2019). Integrou, também, a missão às Eleições Presidenciais da Ucrânia (2019) e às Eleições Legislativas do Líbano (2022). Na OSCE, foi Chefe das Missões de Observação Eleitoral nas Eleições Intercalares dos Estados Unidos da América (2018), nas Eleições Parlamentares da Alemanha (2017), nas Eleições Parlamentares da Macedónia do Norte (2014), e nas Eleições Parlamentares dos Estados Unidos da América (2014). Fez parte, ainda, como membro observador de missões em atos eleitorais em Itália, Turquia, Ucrânia, Sérvia, Arménia, Geórgia, Bielorrússia e Rússia.
Nas OSCE, Isabel Santos participou ainda em outras missões, como por exemplo, a campos de refugiados em Itália, Grécia, Turquia, República Checa, Sérvia, Suécia e Dinamarca. Foi Chefe da Missão da AP OSCE a Guantánamo, em 2015.
No Parlamento Europeu, chefiou em 2021, a Missão da Delegação para as Relações com os Países do Maxerreque ao Líbano e à Jordânia. Em 2019, integrou as missões à Assembleia Geral das Nações Unidas, em Nova Iorque e Washington, e a missão à fronteira entre os Estados Unidos da América e o México. Em 2022, fez parte da Missão da Subcomissão de Segurança e Defesa a Moçambique e acompanhou a título individual as Eleições Presidenciais no Brasil. 
Desempenhou as funções de deputada à Assembleia da República, de 2005 a 2009 na X Legislatura, de 2011 a 2015 na XII Legislatura, e de 2015 a 2019 na XIII Legislatura. No Parlamento português, integrou, entre outras, a Comissão Parlamentar de Negócios Estrangeiros e a Comissão Parlamentar das Comunidades Portuguesas. Foi Vice-presidente do Grupo Parlamentar do Partido Socialista de 2014 a 2015.
Foi Governadora Civil do Porto entre 2009 e 2011 e Vereadora na Câmara Municipal de Gondomar entre 2009 e 2013.